# Константинівка (Медвенський район)
Константинівка (рос. Константиновка) — присілок в Медвенському районі Курської області Російської Федерації.
Населення становить 78 осіб. Входить до складу муніципального утворення Висоцька сільрада.

## Історія
Населений пункт розташований на території українського етнічного та культурного краю Східна Слобожанщина.
Від 2004 року входить до складу муніципального утворення Висоцька сільрада.

## Населення
| 2002 | 2010 |
| ---- | ---- |
| 89   | ↘78  |